# Tettigonia cantans
 (décembre 2023).
Si vous disposez d'ouvrages ou d'articles de référence ou si vous connaissez des sites web de qualité traitant du thème abordé ici, merci de compléter l'article en donnant les références utiles à sa vérifiabilité et en les liant à la section « Notes et références ».
Sauterelle cymbalière
Espèce
Statut de conservation UICN

 LC  : Préoccupation mineure
Tettigonia cantans, la sauterelle cymbalière, est une espèce de sauterelles de la famille des Tettigoniidae.

## Dénomination
Elle a été nommée Tettigonia cantans par Johann Kaspar Füssli en 1775. Ce peintre entomologiste suisse signait ses publications sous le nom de Johann Caspar Fuesslin, c'est donc ce dernier nom qu'il faudrait retenir pour ses publications scientifiques.

## Distribution
Cette sauterelle est présente dans presque toute l'Europe, dans l'est de l'écozone paléarctique, dans l'est et le nord de l'Afrique; en France, elle n'est présente que dans les Ardennes, les Vosges, le Bas-Rhin, le Haut-Rhin et les départements du Jura et des Alpes, du massif Central et des Pyrénées; en Belgique, elle se limite au sud-est de la Meuse.
On ne la trouve que dans des régions dont l'altitude est supérieure à environ 400 mètres.

## Description
Cette espèce, (comme les autres sauterelles), se reconnaît à ses longues et fines antennes, ce qui la différencie des criquets, qui sont toujours porteurs d'antennes courtes et articulées. La coloration du corps est habituellement verte, à l'exclusion d'une bande couleur rouille sur le dessus du corps avec un liseré à l'identique le long de la frange supérieure des élytres.
Les larves sont également vertes comme les adultes (imago). L'ovipositeur est bien visible à partir du cinquième stade, les ailes apparaissent pour les deux sexes à partir de la sixième étape de la formation rudimentaire.
Les mâles adultes atteignent 20 à 30 mm de long, les femelles, 29 à 35 mm.
La morphologie des deux sexes est très comparable, mais la femelle est dotée d'une tarière, organe de ponte également dénommé oviscapte ou ovipositeur qui peut atteindre une longueur de 23 à 32 millimètres, ce qui vaut à la femelle le surnom de "sauterelle à sabre" (attribué aussi à d'autres espèces de sauterelles dont les femelles sont munies du même appendice); il dépasse largement l'extrémité des élytres, il est droit ou légèrement courbé vers le bas.
L'imposant organe de stridulation du mâle est généralement à motifs marron.
Confusion possible avec Tettigonia viridissima, (la Grande sauterelle verte), dont les ailes sont nettement plus longues, alors que chez la sauterelle cymbalière, elles ne dépassent guère l'abdomen, ainsi qu'avec Tettigonia caudata dont les fémurs postérieurs présentent des épines noires très visibles, et qui a les ailes plus longues que l'abdomen.

## Son alimentation
Omnivores, ces sauterelles mangent d'autres insectes et des végétaux. Après la mue imaginale, elles dévorent l'exuvie.

## Sa reproduction
Pendant la saison des amours, les mâles stridulent pour attirer les femelles, qui choisiront celui dont le chant est le plus puissant. Après l’accouplement, la femelle pond ses œufs sur le sol et les recouvre de salive. Celle-ci forme une couche protectrice jusqu’à l’éclosion. Les nymphes sortent de leur coque et parviendront à l’état adulte après une série de mues.

## Comportement
Les adultes sont actifs depuis midi et jusque tard dans la nuit et les mâles sont très facilement repérables grâce à leur stridulation caractéristique et agréable (d'où leur nom d'espèce : cantans).
Les femelles pondent leurs œufs dans les sols humides grâce à leur long oviscapte.
Elles peuvent mordre mais elles ne sont pas particulièrement agressives.
Contrairement à l'avis négatif de H. Bellmann et G. Luquet (op cit p. 106), elles (du moins les individus peuplant les Ardennes françaises et belges) peuvent voler plus activement que les grandes sauterelles vertes (Tettigonia viridissima) grâce à leurs ailes plus courtes et plus larges que celles des autres Tettigonia.

## Habitat
On peut trouver les adultes de mi-juillet à octobre dans de nombreux milieux, principalement de moyenne altitude, frais et humides : prairies humides, tourbières,  broussailles avec arbustes,  clairières, champs cultivés, le long de chemins ensoleillés...